# イラクの大統領
イラクの大統領（イラクのだいとうりょう、アラビア語: رئيس جمهورية العراق）は、イラク共和国の元首たる大統領である。

## 概要
憲法で「国家の長、国家統一のシンボルであり、国家の主権を体現する」と規定されている。
2006年の憲法施行後に発足した国民議会の任期に限って正副大統領で構成される「大統領評議会」が組織され法案の拒否権が付与されていた。

### 資格
憲法で被選挙権が規定されている
1. 40歳以上のイラク人（イラク人の両親から生まれた）。
2. 誠実、正直、公正、そして祖国への忠誠心がある。で知られる、良い評判と政治的経験。
3. 道徳的混乱を伴う犯罪の有罪判決を受けない。

### 選出
国民議会の3分の2以上の得た候補者を選出する。3分の2を超える候補者が不在の場合、上位2名による決選投票を行い、過半数の候補者を当選者とする。

### 権限
憲法の規定に基づいて、大統領権限を行使する
1. 首相の勧告に基づき、私権に関連するもの、および国際犯罪、テロ、金融および行政の汚職で有罪判決を受けた者を除き、特別恩赦を発する。
2. 国民議会の承認後、国際条約および協定の批准。
3. 国民議会が制定した法律の批准、交付。
4. 選挙結果が承認された日から15日以内、および憲法に規定されているその他の場合に基づいて、国民議会を召集する。
5. 法律の定めるところにより、首相の推薦により勲章及び勲章を授与すること。
6. 大使の承認。
7. 大統領令の発令。
8. 管轄裁判所が確定した死刑判決の執行。
9. 名誉および儀式の目的で軍の最高司令部の任務を遂行。
10. この憲法に規定されている他の大統領権限を行使。

## 大統領の一覧
| イラク共和国 (1958-現在)   |                                                                                   |                    |                                |                                 |                                |              |                                     |
| 第一共和政 (1958-1963)     |                                                                                   |                    |                                |                                 |                                |              |                                     |
| 代                         | 大統領                                                                            | 大統領             | 所属政党                       | 期                              | 在任期間                       | 在任期間     | 備考                                |
| 001                        | ムハンマド・ナジーブ・アッ＝ルバーイー محمد نجيب الربيعي Muhammad Najib ar-Ruba'i |                    | 無所属 （軍人）                | －                              | 1958年7月14日 - 1963年2月8日   | 4年 + 209日  | 元首 （主権評議会議長）在任中に辞任 |
| 第二共和政 (1963-1968)     |                                                                                   |                    |                                |                                 |                                |              |                                     |
| 代                         | 大統領                                                                            | 大統領             | 所属政党                       | 期                              | 在任期間                       | 在任期間     | 備考                                |
| 002                        | アブドッサラーム・アーリフ عبد السلام عارف Abd as-Salām `Ārif                     |                    | 無所属 （軍人）                | －                              | 1963年2月8日 - 1964年7月14日   | 3年 + 64日   |                                     |
| 0(2)                       | アブドッサラーム・アーリフ عبد السلام عارف Abd as-Salām `Ārif                     | アラブ社会主義連合 | 1964年7月14日 - 1966年4月13日  | －                              | 新党結成 在任中に死去          | 3年 + 64日   |                                     |
| 00－                       | アブドッラフマーン・アル＝バッザーズ عبد الرحمن البزازʿ Abd ar-Raḥman al-Bazāz    |                    | アラブ社会主義連合             | －                              | 1966年4月13日 - 1966年4月16日  | 3日          | 大統領代行 （首相）                 |
| 003                        | アブドゥッラフマーン・アーリフ عبد الرحمن عارف Abd al-Raḥmān `Ārif                |                    | アラブ社会主義連合             | －                              | 1966年4月16日 - 1968年7月17日  | 2年 + 92日   | 在任中に辞任                        |
| 第三共和政 (1968-2003)     |                                                                                   |                    |                                |                                 |                                |              |                                     |
| 代                         | 大統領                                                                            | 大統領             | 所属政党                       | 期                              | 在任期間                       | 在任期間     | 備考                                |
| 004                        | アフマド・ハサン・アル＝バクル أحمد حسن البكر Ahmed Hassan al-Bakr                |                    | バアス党                       | －                              | 1968年7月17日 - 1979年7月16日  | 10年 + 364日 | 在任中に辞任                        |
| 005                        | サッダーム・フセイン صَدَّام حُسَيْن Saddām Husayn                                      |                    | バアス党                       | －                              | 1979年7月16日 - 1995年10月17日 | 23年 + 267日 |                                     |
| 005                        | サッダーム・フセイン صَدَّام حُسَيْن Saddām Husayn                                      | 1                  | バアス党                       | 1995年10月17日 - 2002年10月17日 |                                | 23年 + 267日 |                                     |
| 005                        | サッダーム・フセイン صَدَّام حُسَيْن Saddām Husayn                                      | 2                  | バアス党                       | 2002年10月17日 - 2003年4月9日   | 任期満了前に逃亡               | 23年 + 267日 |                                     |
| 00－                       | （不在）                                                                          | （不在）           | （不在）                       | －                              | 2003年4月9日 - 2003年4月21日   | 12日         | 米軍による直接統治                  |
| 連合国暫定当局 (2003-2004) |                                                                                   |                    |                                |                                 |                                |              |                                     |
| 代                         | 代表                                                                              | 代表               | 所属政党                       | 期                              | 在任期間                       | 在任期間     | 備考                                |
| 00－                       | ジェイ・ガーナー Jay Garner                                                       |                    | 共和党                         | －                              | 2003年4月21日 - 2003年5月12日  | 21日         | 解任                                |
| 00－                       | ポール・ブレマー Lewis Paul Bremer III                                            |                    | 共和党                         | －                              | 2003年5月12日 - 2004年6月28日  | 1年 + 47日   | 廃止                                |
| 統治評議会 (2003-2004)     |                                                                                   |                    |                                |                                 |                                |              |                                     |
| 代                         | 議長                                                                              | 議長               | 所属政党                       | 期                              | 在任期間                       | 在任期間     | 備考                                |
| 001                        | ムハンマド・バハル・アル・ウルム محمد بحر العلوم Mohammed Bahr al-Uloum           |                    | 無所属                         | －                              | 2003年7月13日 - 2003年7月31日  | 18日         |                                     |
| 002                        | イブラーヒーム・アル＝ジャアファリー إبراهيم الجعفري Ibrahim al-Ja'fari           |                    | イスラーム・ダアワ党           | －                              | 2003年8月1日 - 2003年8月31日   | 30日         |                                     |
| 003                        | アフマド・チャラビー أحمد الجلبي Ahmed Chalabi                                    |                    | イラク国民会議                 | －                              | 2003年9月1日 - 2003年9月30日   | 29日         |                                     |
| 004                        | イヤード・アッラーウィー إيَاد عَلَّاوِي Ayad Allawi                                   |                    | イラク国民の合意               | －                              | 2003年10月1日 - 2003年10月31日 | 30日         |                                     |
| 005                        | ジャラル・タラバニ جلال طالباني جەلال تاڵەبانی Celal Talebanî                     |                    | クルディスタン愛国同盟 （PUK） | －                              | 2003年11月1日 - 2003年11月30日 | 29日         |                                     |
| 006                        | アブドゥルアズィーズ・ハキーム سيد عبدالعزيز الحكيم Abd al-Aziz al-Hakim          |                    | イラク・イスラム革命最高評議会 | －                              | 2003年12月1日 - 2003年12月31日 | 30日         |                                     |
| 007                        | アドナン・アル・バクジ عدنان الباجه جي Adnan Pachachi                             |                    | 独立民主会議                   | －                              | 2004年1月1日 - 2004年1月31日   | 30日         |                                     |
| 008                        | モーセン・アブデル・ハミド محسن عبد الحميد Mohsen Abdel Hamid                     |                    | イラク・イスラム党             | －                              | 2004年2月1日 - 2004年2月29日   | 28日         |                                     |
| 009                        | ムハンマド・バハル・アル・ウルム محمد بحر العلوم Mohammed Bahr al-Uloum           |                    | 無所属                         | －                              | 2004年3月1日 - 2004年3月31日   | 30日         |                                     |
| 010                        | マスード・バルザニ مەسعوود بارزانی Masoud Barzani                                 |                    | クルディスタン民主党 （KDF）   | －                              | 2004年4月1日 - 2004年4月30日   | 29日         |                                     |
| 011                        | イッズッディーン・サリーム عز الدين سليم Ezzedine Salim                           |                    | イスラーム・ダアワ党           | －                              | 2004年5月1日 - 2004年5月17日   | 16日         |                                     |
| 012                        | ガーズィー・アジール・アル＝ヤーワル غازي عجيل الياور Ghazi Mashal Ajil al-Yawer  |                    | 無所属                         | －                              | 2004年5月17日 - 2004年6月1日   | 15日         |                                     |
| 暫定政府 (2004-2005)       |                                                                                   |                    |                                |                                 |                                |              |                                     |
| 代                         | 大統領                                                                            | 大統領             | 所属政党                       | 期                              | 在任期間                       | 在任期間     | 備考                                |
| 00－                       | ガーズィー・アジール・アル＝ヤーワル غازي عجيل الياور Ghazi Mashal Ajil al-Yawer  |                    | アル・イラーキー               | 1                               | 2004年6月28日 - 2005年4月6日   | 282日        |                                     |
| 移行政府 (2005-2006)       |                                                                                   |                    |                                |                                 |                                |              |                                     |
| 代                         | 大統領                                                                            | 大統領             | 所属政党                       | 期                              | 在任期間                       | 在任期間     | 備考                                |
| 00－                       | ジャラル・タラバニ جلال طالباني جەلال تاڵەبانی Celal Talebanî                     |                    | クルディスタン愛国同盟 （PUK） | 1                               | 2005年4月6日 - 2006年4月22日   | 1年 + 16日   |                                     |
| 第四共和政 (2006-現在)     |                                                                                   |                    |                                |                                 |                                |              |                                     |
| 代                         | 大統領                                                                            | 大統領             | 所属政党                       | 期                              | 在任期間                       | 在任期間     | 備考                                |
| 006                        | ジャラル・タラバニ جلال طالباني جەلال تاڵەبانی Celal Talebanî                     |                    | クルディスタン愛国同盟 （PUK） | 1                               | 2006年4月22日 - 2010年11月11日 | 8年 + 93日   |                                     |
| 006                        | ジャラル・タラバニ جلال طالباني جەلال تاڵەبانی Celal Talebanî                     | 2                  | クルディスタン愛国同盟 （PUK） | 2010年11月11日 - 2014年7月24日  |                                | 8年 + 93日   |                                     |
| 007                        | フアード・マアスーム محمد فؤاد معصوم فوئاد مەعسووم Fuad Masum                     |                    | クルディスタン愛国同盟 （PUK） | 3                               | 2014年7月24日 - 2018年10月2日  | 4年 + 70日   |                                     |
| 008                        | バルハム・サリフ برهم أحمد صالح بەرھەم ئەحمەد ساڵح Barham Salih                   |                    | クルディスタン愛国同盟 （PUK） | 4                               | 2018年10月2日 - 2022年10月13日 | 4年 + 11日   |                                     |
| 009                        | アブドゥルラティーフ・ラシード عبد اللطيف رشيد لەتیف ڕەشید Abdul Latif Rashid     |                    | クルディスタン愛国同盟 （PUK） | 5                               | 2022年10月13日 - （現職）      | 2年 + 280日  |                                     |